# Mauritius International 1997
Die Mauritius International 1997 im Badminton fanden als offene internationale Meisterschaften von Mauritius fanden vom 25. bis zum 28. September 1997 statt.

## Sieger und Platzierte
| Disziplin    | Gold                          | Silber                          | Bronze                                   |
| ------------ | ----------------------------- | ------------------------------- | ---------------------------------------- |
| Herreneinzel | Yap Yong Jyen                 | Lee Tsuen Seng                  | Édouard Clarisse                         |
| Herreneinzel | Yap Yong Jyen                 | Lee Tsuen Seng                  | Allan Tai                                |
| Dameneinzel  | Michelle Edwards              | Wendy Taylor                    | Kirsteen McEwan                          |
| Dameneinzel  | Michelle Edwards              | Wendy Taylor                    | Marie-Josephe Jean-Pierre                |
| Herrendoppel | Graham Hurrell Peter Jeffrey  | Khoo Boo Hock Lim Theam Teow    | Johan Kleingeld Gavin Polmans            |
| Herrendoppel | Graham Hurrell Peter Jeffrey  | Khoo Boo Hock Lim Theam Teow    | Lee Tsuen Seng Siew Yian Wai             |
| Damendoppel  | Kirsteen McEwan Wendy Taylor  | Meagen Burnett Michelle Edwards | Marie-Josephe Jean-Pierre Amrita Sawaram |
| Damendoppel  | Kirsteen McEwan Wendy Taylor  | Meagen Burnett Michelle Edwards | Charne du Preez Monique Ric-Hansen       |
| Mixed        | Peter Jeffrey Kirsteen McEwan | Graham Hurrell Wendy Taylor     | Warren Parsons Michelle Edwards          |
| Mixed        | Peter Jeffrey Kirsteen McEwan | Graham Hurrell Wendy Taylor     | Gavin Polmans Monique Ric-Hansen         |

## Finalergebnisse
| Disziplin    | Sieger                        | Finalist                        | Ergebnis           |
| ------------ | ----------------------------- | ------------------------------- | ------------------ |
| Herreneinzel | Yap Yong Jyen                 | Lee Tsuen Seng                  | 18–14, 10–15, 15–7 |
| Dameneinzel  | Michelle Edwards              | Wendy Taylor                    | 4–11, 11–7, 11–6   |
| Herrendoppel | Graham Hurrell Peter Jeffrey  | Khoo Boo Hock Lim Theam Teow    | 15–10, 15–7        |
| Damendoppel  | Kirsteen McEwan Wendy Taylor  | Meagen Burnett Michelle Edwards | 15–5, 15–10        |
| Mixed        | Peter Jeffrey Kirsteen McEwan | Graham Hurrell Wendy Taylor     | 15–6, 15–5         |